# Ninken
Keizer Ninken (仁賢天皇, Ninken-tennō), of Ninken-okimi, was de 24e keizer van Japan volgens de traditionele opvolgingsvolgorde.
Er zijn geen concrete data bekend over zijn geboorte, regeerperiode en dood, behalve dat hij ergens in de late 5e eeuw keizer was.

## Leven
Ninken werd geboren als Oyoke. Hij en Kenzo waren beiden kleinzonen van de 17e keizer, Richu, en zonen van Ichinobe-no Oshiwa. De twee waren geadopteerd als erfgenamen door keizer Seinei daar deze zelf geen kinderen had.
Oyoke stond toe dat zijn jongere broer eerst de troon kreeg. Toen Kenzo ook zonder erfgenamen stierf, werd Oyoke keizer onder de nieuwe naam Ninken.
Ninken kreeg tijdens zijn keizerschap wel kinderen. Zijn dochter trouwde met Keitai, opvolger of mogelijk usurpator na haar broer, en werd moeder van Kimmei, een toekomstig keizer. Er was mogelijk nog een andere dochter van Ninken, prinses Tachibana.
Ninken werd opgevolgd door zijn zoon, keizer Buretsu.
* Regent Jingu staat niet op de traditionele lijst.